# Michigan (ビデオゲーム)
『michigan』（ミシガン）は、2004年8月5日にPlayStation 2用ソフトとして販売された「インモラルアドベンチャーゲーム」。開発はグラスホッパー・マニファクチュア。販売はスパイク。欧州では『MICHIGAN:REPORT FROM HELL』のタイトルで販売された。

## ストーリー
8月20日、シカゴを中心としたミシガン湖南西部周辺に異常濃霧が発生し、政府は発生地域周囲への避難勧告を発令した。この政府の発令について具体的な説明がなく、濃霧発生地域内の状況も、情報が遮断されたかのような状態になっていた。
報道局である「ZaKa TV」が、この異常事態に何か裏があると推測。スクープを取るため、報道レポーター、音声スタッフ、そしてカメラマンを濃霧発生地域の中心であるシカゴに送り込む。濃い霧で包まれた街の中、報道クルーは凄惨な光景、そして人を襲う異形の怪物を目の当たりにする。それでもなお報道を続けカメラを回していくが、クルーたちに次々と恐怖が襲いかかる。

## システム
プレイヤーは、Zaka TVの「カメラマン」として報道クルーに随伴し、シカゴ内の異様な光景を撮影していく。プレイヤーの視点は撮影しているカメラからの視点となっており、散策するフィールド内各所にある人や物（フォーカスポイント）にフォーカスをあてることで、進行していく。撮影していく対象には「スクープポイント」と呼ばれるものがあり、内容により「サスペンス」「エロティック「インモラル」の3つに分かれている。各シナリオ間ではこれらの総合ポイントが表示され、これらの数値によりエンディングやクリアタイトルが変化する。
サスペンスポイント
事件に関わる証拠や不安を抱かせるようなものを撮ると上昇する。喋っている人物にカメラを向けても上昇する。
エロティックポイント
性的な物や様子を撮ったり、レポーターの尻や胸を執拗に注視すると上昇する。
インモラルポイント
報道倫理・人道に反するようなもの（主に死に関する物）を撮ると上昇する。あるいは体当たりによる暴力を行う。
プレイヤーはカメラマンであり、現場を撮影していくことが主であるが、クルーや救援を求めている人に危機的状況が訪れることもある。プレイヤーはこれに対し、「体当たり操作」で体ごとぶつけて回避させたり、カメラをフォーカスして機転を促したり、そのまま銃で攻撃してもらったりすることができる。ただし、これら救援行為はプレイヤーの任意であり、人道を無視してそのまま撮影することもできる。
物語は終始、主人公の構えるカメラに映った映像として展開される。逆に言えば、カメラに映っていないものは画面の前のプレイヤーに伝わらない。例えば主人公がカメラを置いて行動する際の様子は見えないし、録画映像として残らない部分はスキップされるため、プレイヤーは知る由もない。
クルーである報道レポーターは最大7人登場する。登場する怪物の攻撃対象になりやすく、プレイヤーの判断によっては死亡してしまい、次のレポーターと合流することになる。それにより、その間のシナリオが大きくスキップされる。なお、レポーターは銃を所持しており、プレイヤーがカメラをフォーカスすることで発砲動作を取ることができる。プレイヤーが死ぬ要素は怪物に襲われることぐらいで、高いところから落ちて死ぬといったことなどは無い。プレイヤーが死ぬとゲームオーバーとなる。説明書にはブリスコが死亡してもゲームオーバーになるとあるが、彼がゲーム中に死亡するシーンは特に無い。
インリン・オブ・ジョイトイがイメージキャラクターを務めた。ゲーム内にもゲストで登場しており、本作をクリアすると彼女が登場するスペシャルステージで遊ぶことができる。欧州版には登場せず、代わりにレポーターのショーが見られるようになっている。

### 戦闘
怪物と遭遇すると戦闘になる。プレイヤーが怪物をフォーカスするとレポーターが銃撃を行う。しかし大きい怪物は銃撃では倒せず、大抵の場合は別の方法を探す必要がある。基本的にレポーターと主人公は怪物に接触するか、攻撃を受けると即死するが、一部の敵の攻撃は当たっても効かない場合もある。

## ステージ
チュートリアル（レポーター：パメラ）
新人カメラマンの主人公は、音声スタッフのブリスコと人気レポーターのパメラと組むことになり、撮影のやり方についてレクチャーを受ける。しかし突如現れた怪物によってパメラが犠牲となる。
ホテル（レポーター：アン）
非業の死を遂げたパメラの代わりにアンと組むことになった主人公は生存者がいるとされるホテルを探索するが、凄惨な事件の爪痕だけが残されており、生存者は誰もいない。そんな中、ベッキーと名乗る少女から助けを求める電話が掛かってくる。主人公とアンはパメラの死で消沈したブリスコを奮い立たせ、ベッキーのいるセンタービルを目指そうとする。
ここでアンが死亡した場合はZaKaTV支局へスキップされる。
オフィス（レポーター：アン）
死んだと思われていたパメラと再会した喜びも束の間、彼女は既に人ならざるものへと変異していた。襲い来るパメラを前に、主人公たちは近くのオフィスビルへと逃げ込む。
ここでアンが死亡した場合はZaKaTV支局へスキップされる。
センタービル（レポーター：アン）
パメラを撃退した主人公たちは、ベッキーを助けるべくセンタービルに向かう。ビルの内部は荒れ果て、死体が散乱していた。
アンが死亡するとその時点で次のステージへ移る。
ZaKaTV支局（レポーター：アン、カーリー）
センタービルにて怪物から逃れた主人公たちはZaKaTV支局に戻るが、人の気配は無かった。
ここに来るまでにアンが死亡していた場合はカーリーが登場する。また、アンのみここでも死亡する可能性があり、その場合はキャンプ場ロッジまでストーリーがスキップされ、強制的にジャスティンと合流する。
ブロディ養護院（レポーター：アン、カーリー）
ここに取り残されているという老人を助けるために主人公たちは訪れるが、中ではビリヤード台の上でレポーターのジャスティンが拘束されていた。主人公たちはジャスティンの拘束を解くべく養護院を探索する。
ここでジャスティンを救出すると、後に彼女と同行する可能性がある。救出に失敗した場合はキャンプ場・ロッジまでストーリーがスキップされる。
ミラー邸（レポーター：アン、カーリー）
クリスチャン率いる撮影チームが取材に向かった邸宅であり、彼らを追って訪れる。しかし階段には大きな怪物が陣取っていた。
レポーターの死亡イベントは無いが、主人公が死ぬ可能性はある。
ロビンソン教会（レポーター：アン、カーリー）
クリスチャンの遺言に従い、ロブの撮影クルーを助けるべく向かう。しかし教会は何人もの惨殺死体が転がる凄惨な状況であり、当のロブも異形化して主人公たちに襲い掛かる。
ほぼボス戦のみのステージ。ロブを倒した場合、レポーターは独自の調査と家族の安否の確認のために離脱する。レポーターが死亡しても次のステージへ移る。
キャンプ場・ロッジ（レポーター：ニーナ）
レポーターと一時別行動を取った、或いは死別した主人公とブリスコはZaKaTV本社を目指すも、ブリスコが事故を起こしてしまい、山中を彷徨った末にキャンプ場のロッジを発見。そこで倒れていたニーナと出会う。
このステージのみニーナがレポーターとなる。最後には怪物との戦闘があるものの、いずれにせよニーナは助からない。
ZaKaTV本社（レポーター：アン、カーリー、ジャスティン）
ニーナの犠牲で窮地を脱した主人公とブリスコは彼女の車で本社に辿り着く。局長を前にブリスコは報告と共に感情を爆発させる。
ロビンソン教会でレポーターが死亡していない場合はここで合流する。死亡していた場合はジャスティンと再会し、以後は同行する。
ここでレポーターが死亡した場合はグランドパーク駅へスキップされる。
フォン・エリック州立図書館（レポーター：アン、カーリー、ジャスティン）
結局ブリスコもレポーターも局長に言いくるめられ、監禁されているという社員の救出に向かう羽目に。図書館でレポートを行いながら監禁部屋に入るべく手掛かりを集める。
ここでレポーターが死亡した場合はグランドパーク駅へスキップされる。
シェイクダウン（レポーター：アン、カーリー、ジャスティン）
図書館で殺害された社員の手帳から、事件の鍵を握るとされるドクター・オコーナーの存在を知った主人公たちは待ち合わせ場所であるクラブを目指す。しかしクラブ内は暗闇に包まれており、カメラの暗視ユニットを探してジャンク屋を訪れる。
任意イベントだが戦闘があり、レポーターが死亡した場合はグランドパーク駅へスキップされる。
クラブ「ゴッチ」（レポーター：アン、カーリー、ジャスティン）
暗視ユニットで内部を捜索し、オコーナーを探す。VIPルームにいたオコーナーの口から今回の事件の元凶が語られるも、直後にオコーナー自身が異形と化す。
レポーターの死亡イベントは無いが、主人公が死ぬ可能性はある。
フォレストビル（レポーター：アン、カーリー、ジャスティン）
オコーナーの言葉からZaKaグループが軍と手を組み、今回の事件を引き起こしたという疑惑が持ち上がった。会社が信用できなくなった主人公たちは、軍が持ち去ったというワクチンを押さえるべく、グラントパーク駅を目指す。その途中、行方不明になったスタッフのアドニスが事件の真相に迫っているとも考え、彼が向かったとされるフォレストビルを探索する。
レポーターが死亡すると次のステージへ移る。
グラントパーク駅（レポーター：アン、カーリー、ジャスティン、ポーラ）
軍がワクチンを輸送しようとしていると思しき駅。
ZaKaTV到着からフォレストビルまでにレポーターが死亡した場合、駅に向かう途中でポーラと合流する。
ここでレポーターが死亡した場合はグレート・テーズ空港へスキップされる。
コンビニ（レポーター：アン、カーリー、ジャスティン、ポーラ）
ワクチンは手に入らなかったが、駅にあった資料から培養液の代用品が一般の飲料品でも作れる可能性があると判った。主人公たちは材料を求めてコンビニへ向かう。
任意イベントだが戦闘があり、ここでレポーターが死亡した場合はグレート・テーズ空港へスキップされる。
モーテル（レポーター：アン、カーリー、ジャスティン、ポーラ）
運転続きで疲労したブリスコの休憩のため、一見誰もいないモーテルに立ち寄る。
休憩する部屋に応じて3つの展開に分岐する。場合によってはレポーターの協力無しの自力で怪物を倒さなければならない。
レポーターの死亡イベントは無いが、主人公が死ぬ可能性はある。
グレート・テーズ空港（レポーター：アン、カーリー、ジャスティン、ポーラ、マーク）
輸送機が救助に来るとされる空港。輸送機に誘導灯の代わりとなる目印を送るべく灯台を目指すが、そこに局長と、そして1人の男が現れる。
グランドパーク駅以降にレポーターが死亡した場合、マークが登場する。
灯台（レポーター：なし）
霧は晴れたが、憔悴し切って役割を投げ出したレポーターと別れ、主人公とブリスコは灯台を登る。しかし輸送機の姿などなく、ブリスコの様子もおかしくなる。
このステージのみ、ゲームシステム的にブリスコがレポーター扱いとなっており、フォーカス対象となる他、彼の尻にカメラを向けてもエロティックゲージが上がる。
エピローグ
事件から約1週間後、カメラの前で1人のZaKaTVスタッフが事件の真相を語ろうとする。しかし彼は直後に射殺され、何者かがカメラに向かって「俺だよ」と語り掛ける。

## 登場人物

### ZaKaTVスタッフ

#### 主人公と同行者
主人公（Cameraman）
声 - なし
ZaKaTVの新人カメラマン。ゲームは終始、彼の構えるカメラ越しに描かれる。幕間の取材記録やオブジェクトをフォーカスした際のモノローグ程度にしか意思表示をせず、基本的には彼自身の台詞は無く、姿も見えない。エピローグで初めて姿を見せるが、その正体は最終的なスクープポイントに応じて異なる。
ドワイト・マードック（Dwight Murdoch）
声 - 高田雅史 / 英 - Robert Tsonos
ZaKaTVスタッフ。ブリスコとは同期でありニーナとは恋人同士。キャンプ場ロッジでニーナと待ち合わせしていたが現れず、やがて死体となって発見される。サスペンスポイントが高い状態でクリアすると、主人公の正体がドワイトだったという謎めいた展開となる。
テディ・スヌーカー（Teddie Snooker）
声 - 福田淳 / 英 - Jack Merluzzi
エロティックポイントが最も高かった場合の正体。変態的。
アンディ・スティームボート（Andy Steamboat）
声 - 藤川敏浩 / 英 - Chris Koprowski
インモラルポイントが最も高かった場合の正体。淡々と語る。
ディエゴ・モラレス（Diego Morales）
声 - 久保寺良一 / 英 - Jack Merluzzi
インモラルポイントが一定以上だった場合の正体。顔が影に隠れて見えない。
ジャン＝フィリップ・ブリスコ（Jean-Philippe Brisco）
声 - 伊藤健太郎 / 英 - グレッグ・アーウィン
音声スタッフ。主人公にとっては頼れるパートナー的存在。しかし感情の起伏が激しく、ハイテンションで舞い上がったり逆に取り乱すなど情緒不安定な面がある。一方、同僚が死亡しても妙に冷淡だったりなど時には不審な態度も見せる。パメラに好意を寄せる。ゲームを通して主人公は彼と行動を共にする。
パメラ・マーテル（Pamela Martel）
声 - 星河舞 / 英 - ビアンカ・アレン
ZaKaTVのホープとして最前線で活躍するレポーター。24歳。そのセクシーなルックスで視聴者を魅了している。当初は包容力のある態度を取っていたが、怪物に襲われた途端にヒステリックに主人公たちに八つ当たりし出し、口汚く罵ったまま背後の怪物に捕食されて死亡。自らも怪物と化し、主人公たちに襲い掛かる。オフィスでアンが死ななかった場合はシャッターに挟まれて動かなくなる。それで絶命したと思われていたが実は生きており、後にグレート・テーズ空港で局長に襲い掛かる。
ゲーム開始当初のチュートリアルでのみ同行レポーターとなる。
アン・アンダーソン（Ann Anderson）
声 - 石塚さより / 英 - Lynn Harris
同行するレポーターの1人。24歳。気が強く、周囲を圧倒するほどの行動力の持ち主。上昇志向も強く、同期入社のパメラをライバル視している。ブリスコやベッキーを励ましたりなど普段は人道的・常識的な振る舞いをし、人命救助にも積極的だが、いざスクープを前にすればそれが如何に凄惨な場面であっても最後までに撮影するように訴えるなど、倫理観に欠けた一面も持つ。パメラの死後に代役として主人公とブリスコと組むことになるため、本作における実質的な初期レポーターとなる。その立場上、死亡イベントが最も多い。
カーリー・レイス（Carly Reis）
声 - 佐々木瑶子 / 英 - Terry Osada
同行するレポーターの1人。慎ましい性格の日系美人。22歳。よく通る声で冷静に現場をレポートする。異変に際して帰宅命令が出る中、忘れ物を取りに支局に戻っており、ZaKaTV支局到達前にアンが死亡した場合のみ登場・合流する。しかし彼女と同行中、フォレストビルでアドニスと遭遇すると、撃つことができず彼に噛み付かれながら「愛してる」と叫び続け、死亡する。
ジャスティン・ローデス（Justine Rhoades）
声 - 夏樹リオ / 英 - Peggy Woo
同行するレポーターの1人。23歳。落ち着いた性格でレポートもそつなくこなす中堅。昇進にこだわり、前に出たがる性格から同僚に煙たがられることも。支局に残って同僚の帰宅を見送っていた所を何者かに襲撃され、ブロディ養護院のビリヤード台の上で拘束されていた。非同行時にも登場する唯一のレポーター。
ニーナ・ヴァルコフ（Nina Valkov）
声 - 柳沢真由美 / 英 - レイチェル・ワルザー
正義感が強く、安定したレポートに定評があるベテランレポーター。25歳。他社で活躍していたが、現在はZaKaTVへの移籍が決定している。ZaKaTVクルーであるドワイトとは恋人同士。キャンプ場のロッジで、主人公とブリスコと出会う。しかし最後は怪物を止めるためにショットガンで謎の大爆発を起こし、死亡する（あるいは怪物に殺される）。キャンプ場・ロッジでのみ同行レポーターとなる。
ポーラ・オートン（Paula Orton）
声 - 佐藤利奈 / 英 - ルミコ・バーンズ
同行するレポーターの1人。20歳の眼鏡っ娘。あどけなさと頼りなさが残り、台詞を忘れたりなどレポートも不安定だが「そこがいい」というマニアックなファン層を持つ。先輩にも敬語を使わない。隠しアイテムであるビデオテープを入手すると、合流前に事件関係者を嬉々として殺害していたという彼女の知られざる一面を垣間見ることができるが、ポーラ自身の仔細な正体は語られない。欧州版ではこの映像は観られなくなっている。
マーク・ボックウィンクル（Mark Bockwinkle）
声 - 諏訪部順一 / 英 - Chris Koprowski
同行するレポーターの1人で唯一の男性レポーター。グレート・テーズ空港にて彼女を待っていた。その彼女の名前は「ニーナ」だと言うが、作中に登場するニーナと同一人物かは不明。冷静な性格であり、他のレポーターと違って最後は落ち着いたまま主人公たちと別れる。グラントパーク駅かコンビニでレポーターが死亡すると登場し、グレート・テーズ空港でのみ同行する。ストーリー展開上、他の女性レポーターと違って死亡イベントが存在しない。

#### その他局員
デボラ・フレア（Deborah Flair）
声 - むたあきこ / 英 - ビアンカ・アレン
ZaKaTV局長。冷徹な性格で、異常事態の中でもクルーの安全も顧みず取材に向かわせている。レポーターは全て彼女の趣味で採用しているという噂があり、目の前にすれば誰も逆らえないらしく、激しい怒りと共に抗議に行ったブリスコとレポーターはあっさり言いくるめられてしまう。軍上層部ともコネクションを持つ。プレイヤー次第ではパメラに殺害される展開もあるが、その場合でも最終ステージではブリスコは彼女が生きているかのような発言をする。
クリスチャン・ヘニング（Christian Henning）
声 - ゴブリン / 英 - Robert Tsonos
ZaKaTVのディレクター。化け物が出るというミラー邸の取材に向かっていたがクルーを全滅させてしまい、自身も致命傷を負っていた。主人公たちにロブの救出と妻への遺言を託し、死亡する。
グレン・バックランド（Glen Buckland）
声 - なし
フォン・エリック州立図書館に監禁されているスタッフ。主人公らが救出に向かうも、怪物に襲われ死亡する。
ロビー・アドニス（Robbie Adonis）
声 - ゴブリン / 英 - Robert Tsonos
ZaKaTVの音声スタッフでブリスコの後輩。カーリーと付き合っている。子供の救出のためにフォレストビルに向かったとされるが連絡が取れなくなる。フォレストビルのロッカーを開けると再会できるが既にウィルスの感染が進んでおり、主人公たちに襲い掛かる。カーリーが彼と遭遇すると必ず殺されてしまう。

### その他の人物
パティー・デビアス（Patty DeBiase）
声 - 佐藤利奈 / 英 - レイチェル・ワルザー
撮影開始間もなく主人公たちと出会った若い女性。返り血を浴びた姿で主人公たちに助けを求めるも、直後に怪物の餌食となる。
ベッキー・ワンズ（Becky Wanz）
声 - 星河舞 / 英 - レイチェル・ワルザー
センタービルから電話で助けを求めてきた少女。泣き叫びながらもアンに励まされつつ主人公たちの助けを待っていたが、到着時には既に手遅れで怪物に貪られていた。
ドクター・オコーナー（Dr. O'Conner）
声 - 松本大 / 英 - Jack Merluzzi
クラブ「ゴッチ」で待つ人物。シカゴを地獄へと変えたガニア・ウィルスの開発者であり、自身もウィルスによって怪物と化す。
ジョージ・ガニア（George 'Patient Zero' Gagne）
声 - 山岸功 / 英 - Robert Tsonos
オコーナーの被検体と思しき青年。グレート・テーズ空港に現れ、発狂して主人公たちに襲い掛かり、最期は肉塊のような怪物と化す。その死と共に霧が晴れたため、霧の発生源とも言われるが因果関係は不明。一応のラストボスだが、攻撃はレポーターにも主人公にも当たらないため負けることは無く、3回撃つだけで倒せる。
セバスチャン・ボック（Sebastian Bock）
声 - 松本大 / 英 - Jack Merluzzi
モーテルの主人。自殺を図る。
カーリー・グラハム（Carrie Graham）
声 - 柳沢真由美 / 英 - ルミコ・バーンズ
ビデオ内でオコーナーについて語る少女。何者かによって射殺される。
CIA
声 - ゴブリン / 英 - Robert Tsonos
グラントパーク駅で出会うCIA職員。足を怪我している。
ジャンバ・スローター（jamba slaughter）
声 - ゴブリン / 英 - Robert Tsonos
インリン・オブ・ジョイトイ
声 - 本人
日本版のみゲームクリア後の隠しステージに登場。ブリスコもファンであるらしく、彼女の前では舞い上がる。隠しステージにおいてレポーターの役を務め、各所に置かれた「YINLING OF JOYTOY」の文字を全て集めるとインリンショーを見ることができる。しかし、隠しステージで怪物に接触されると容赦無く喰い殺されてしまう。

## スタッフ
- ゲームシステムディレクター：上田晃
- スクリプトディレクター：山﨑廉
- 作曲：高田雅史
- シナリオ：相良伸彦、山﨑廉
- アダプト：河野一二三（ヌードメーカー）
- 原案・編集：須田剛一
- メインプログラム：中沢哲也
- サウンドエフェクト：福田淳
- キャラクターデザイン：深町勝好